# I-78
I-78 (Interstate 78) — межштатная автомагистраль в Соединённых Штатах Америки. Протяжённость магистрали — 143,56 мили (231,04 км). Проходит по территории трёх штатов.
| Штат  | миль   | км     |
| ----- | ------ | ------ |
| PA    | 75,23  | 116,24 |
| NJ    | 67,83  | 109,16 |
| NY    | 0,5    | 0,8    |
| Всего | 143,56 | 231,04 |

## Маршрут магистрали

### Пенсильвания
Западный конец I-78 располагается на пересечении с I-81 на территории тауншипа Юнион в округе Лебанон. Через 13 км магистраль на 69 км соединяется с US 22. Вблизи города Аллентаун US 22 отходит, соединяя I-78 с I-476, частью «транспенсильванского перевала». Interstate 78 проходит к югу от Аллентауна, направляясь в сторону границы с Нью-Джерси. Пересекая границу, I-78 попадает в город Филлипсбург.

### Нью-Джерси — Нью-Йорк
Первая основная развязка I-78 в Нью-Джерси — с US 22, Route 122 и Route 173. Здесь US 22 снова присоединяется на 24 км к I-78. В округе Сомерсет I-78 пересекает Interstate 287, соединяющую её с I-80. В городе Ньюарк Interstate 78 пересекает соединённые магистрали US 1 и US 9, направляющиеся с севера на юг. Через 10 миль магистраль пересекает границу с Нью-Йорком.
На территории штата Нью-Йорк располагаются 5 съездов с I-78, все они находятся в центральной части одноимённого города.

## Основные развязки
- US 22, округ Лихай, Пенсильвания
- I-287, округ Сомерсет, Нью-Джерси
- I-95, Ньюарк, Нью-Джерси

## Вспомогательные магистрали
- I-278, Нью-Джерси—Нью-Йорк
- I-678, Нью-Йорк